# Valerio Läubli
Valerio Läubli (* 11. März 1989) ist ein Schweizer Unihockeyspieler, welcher beim Nationalliga-A-Verein Ad Astra Sarnen unter Vertrag steht.

## Karriere

### Verein
Läubli stammt aus dem Nachwuchs von Ad Astra Sarnen. Er trat dem Verein 1996 bei und durchlief dort sämtliche Nachwuchsstufen. 2007 wechselte der Innerschweizer in den Nachwuchs des Grasshopper Club Zürich, wurde allerdings mit einer Doppellizenz ausgestattet. 2009 wurde er in das Kader der ersten Mannschaft berufen.
Nach zwei Saisons verliess er die Stadtzürcher und schloss sich seinem ehemaligen Ausbildungsverein Ad Astra Sarnen an. In der ersten Saison gelang ihm mit Sarnen der Aufstieg in die Nationalliga B. Nach sieben Saisons in der Nationalliga B stieg er im Frühjahr 2019 mit Sarnen in die Nationalliga A auf. 2021 gab er, wie vier weitere Spieler der alten Garde, seinen Rücktritt vom Spitzensport bekannt. Läubli entschied sich jedoch für den Rücktritt vom Rücktritt und kehrte für die Saison 2021/22 zurück aufs Feld.

### Nationalmannschaft
2006 wurde Läubli erstmals für die Schweizer U19-Nationalmannschaft aufgeboten und nahm mit der Schweiz an der Weltmeisterschaft in Kirchberg teil. Die Schweiz beendete das Turnier auf dem 4. Rang.